# 關氏 (關羽女)
關氏（？—？），名不詳，漢末三國時劉備麾下將領關羽之女。

## 相关记载
孫權派遣使者欲以己子娶關羽之女結為親家，但關羽大罵使者並拒絕聯姻，激怒了孫權，其后没有记述。

## 民間傳說
1986年出版的湖北省群众艺术馆所著《三国外传》中説民間称其为關銀屏、关三小姐或关氏三姐，说此女生得美麗聰慧，十八歲便習得一身文采與武藝。東吳霸主孫權曾派諸葛瑾出使，為兒子向關家提出結親，關羽不同意。後因荊州失守，關羽與長子關平敗走麥城，關三小姐懷著為父報仇、為國雪恨的宿願逃到成都，留在劉備身邊。蜀國眾人皆對這個身懷家破人亡之痛的孤女備感心疼，無不視為己出，將己所長無私傳授予關三小姐。過了幾年，南方地方勢力作亂，抗拒蜀漢，諸葛亮南征時，啟用了俞元（今澄江）的建寧太守李恢，共同南征平叛，同時親自作媒，把關銀屏許配給李恢的兒子李遺為妻。為了鞏固國家安全，關銀屏義無反顧答應了這門親事，並隨李恢父子南征。南疆平定後，便與李遺定居俞元，一同在地方上教化百姓。

## 艺术形象

### 游戏
- 日本世嘉出品街机卡牌游戏《三国志大战》系列（初登场於《三国志大战2》）
- 台湾宇峻奥汀出品游戏《三国群英传》系列（初登场於《三国群英传2》，名为关凤）
- 日本光荣出品游戏《三国志》系列（初登场于PS2版《三国志11》）（《三国志12》）
- 日本光荣出品游戏《真·三国无双/無雙OROCHI》系列（初登场於《真·三国无双7/無雙OROCHI 蛇魔3》，名為關銀屏，三上枝织配音）
- 中国游卡桌游出品桌上游戏《三国杀》系列，名為關銀屏
- 手機遊戲《神魔之塔》六星競技場卡牌

### 動畫
- 三國志

### 影视
- 1992年--中國太原电视台電視劇《關公》（別名：《關公傳奇》），由王茹飾演，其名关娥。
- 1996年--中華電視公司電視劇《关公》，由陈仙梅飾演，其名关燕。
- 2004年--中国中央电视台电视剧《武圣关公》，由吴丹飾演，其名关结。
- 2012年--电影《大义参天》，由徐子菲飾演，其名关银屏。